# Lepkavá rýže
Lepkavá rýže (Oryza sativa var. glutinosa) je surová zrnitá rýže, která se pěstuje v především v jihovýchodní a východní Asii. Vyznačuje se výraznou chutí a vysokou lepkavostí po uvaření. Tato rýže je zvláště vhodná pro výrobu sladkých pokrmů, a proto se také někdy označuje jako sladká rýže. Variantou této rýže je i černá lepkavá rýže. Většinou se používá ve vietnamské kuchyni.